# Wikipedia in croato
La Wikipedia in croato (in croato Wikipedija na hrvatskome jeziku), spesso abbreviata in hr.wikipedia o hr.wiki, è l'edizione in lingua croata dell'enciclopedia online Wikipedia.

## Storia

### Influenza della destra croata
Nel 2009 un gruppo di utenti (alcuni dei quali amministratori) con posizioni politiche di destra riuscì, attraverso tattiche di coordinamento extra-wikipedia e grazie all'utilizzo di account multipli, a porre sotto il proprio controllo l'enciclopedia. In particolare, il gruppo riuscì a imporre la propria visione sugli articoli dell'enciclopedia di argomento storico e politico (soprattutto sulla seconda guerra mondiale e la Jugoslavia socialista), utilizzando fonti di dubbia autorevolezza. Gli utenti che scrivevano testi che non combaciavano con le loro posizioni venivano annullati e in molti casi bloccati o bannati. Molti di questi utenti da allora si sono spostati sull'edizione linguistica in serbo-croato di wikipedia.
Il problema emerse all'esterno di wikipedia per la prima volta nel 2012, quando sulla testata online H-Alter venne pubblicato un articolo in cui si lamentava di come nell'articolo su Ante Pavelić si tacesse sulla natura totalitaria e di estrema destra del movimento degli Ustascia, mentre il campo di concentramento di Jasenovac veniva descritto come un semplice "campo di lavoro", senza menzionare gli stermini che vi avvennero.
Anche grazie a una campagna online condotta dagli utenti bloccati nel corso degli anni, il tema venne ripreso l'anno successivo anche dai maggiori organi di stampa del paese balcanico. I problemi maggiori erano riscontrati nuovamente nelle voci biografiche collegate alla seconda guerra mondiale, come Hitler, Pavelić, Tito, Vjekoslav Luburić, e Jure Francetić: secondo tali articoli, tali voci denigravano la Resistenza jugoslava e relativizzavano i crimini degli Ustascia. In seguito a questa campagna stampa vi furono dure critiche all'enciclopedia, da parte, tra gli altri, dell'allora ministro della cultura croato Željko Jovanović, e dello stesso fondatore di wikipedia Jimmy Wales.
A quel punto alcuni utenti della wikipedia in croato aprirono una votazione per rimuovere i diritti di amministratori agli utenti in questione. La votazione tuttavia si concluse con la loro conferma, nonostante vi siano state accuse di un suo inquinamento. Soltanto nel 2019 iniziò un lento processo di riscrittura degli articoli in questione, che tuttavia, pur abbandonando le visioni più estremistiche, a quella data davano ancora un ingiusto rilievo a storici revisionisti. A novembre 2020 il leader del gruppo di utenti in questione venne bannato su tutte le edizioni linguistiche di wikipedia. Da allora prosegue il processo di riscrittura degli articoli non neutrali. Nel giugno 2021 venne pubblicato un rapporto di Wikimedia sulla disinformazione sulla wikipedia in croato.

## Statistiche
La Wikipedia in croato ha 226 432 voci, 485 586 pagine, 329 296 utenti registrati di cui 503 attivi, 15 amministratori e una "profondità" (depth) di 19 (al 9 giugno 2025).
È la 52ª Wikipedia per numero di voci e, come "profondità", è la 53ª fra quelle con più di 100.000 voci (al 9 giugno 2025).

## Cronologia
- 8 febbraio 2004 — supera le 1000 voci
- 8 ottobre 2005 — supera le 10.000 voci
- 3 dicembre 2008 — supera le 50.000 voci ed è la 37ª Wikipedia per numero di voci
- 7 luglio 2011 — supera le 100.000 voci ed è la 38ª Wikipedia per numero di voci
- 2 dicembre 2014 — supera le 150.000 voci ed è la 40ª Wikipedia per numero di voci
- 6 novembre 2018 — supera le 200.000 voci ed è la 42ª Wikipedia per numero di voci